# 中西裕胡
中西 裕胡（なかにし ゆう、1998年2月18日 - ）は、日本の俳優。三重県伊賀市上神戸出身。3RD GATE AGENCY所属。
主な代表作に『"Pretty Guardian Sailor Moon" The Super Live』（セーラーヴィーナス/愛野美奈子）、『温泉シャーク』（巨勢真弓）がある。

## 出演

### 舞台
- 13月の女の子（2017年）
- 火花〜Ghost of the Novelist〜（2018年5月）[2]
- "Pretty Guardian Sailor Moon" The Super Live　- セーラーヴィーナス/愛野美奈子 役
- BASARA外伝～KATANA 虹の話ー銀杏ー（2019年1月） - 夕 役

### 映画
- 狂い華（2017年）
- 温泉シャーク（2024年） - 巨勢真弓 役[4]
- 温泉シャーク2九州大決戦（仮称）（2026年公開予定） - 巨勢真弓 役[5]

### テレビドラマ
- 教場II（2021年、フジテレビ） - 第199期風間教場訓練生 榊舞紀 役